# Автошлях Т 1005
Автошлях Т 1005 — автомобільний шлях територіального значення в Київській та Житомирській областях. Проходить територією Вишгородського та Бучанського районів Київської області та Житомирського району Житомирської області. Загальна довжина — 95 км.
Проходить крізь населені пункти Розважів, Старовичі, Олива, Слобода-Кухарська, Кухарі, Пісківка, Мигалки, Біла Криниця та Хомівка.